# For Your Entertainment (canção)
"For Your Entertainment" (em português:  "Para Seu Entretenimento") é o principal single de estreia do cantor americano e vice-cempeão do American Idol Adam Lambert. É também a faixa-título de seu álbum de estreia, For Your Entertainment. A canção foi lançada comercialmente em 3 de Novembro de 2009.
O single foi escrito por Claude Kelly e Dr. Luke, que já trabalharam anteriormente com outros artistas contemporâneos, como Kelly Clarkson, Katy Perry, Avril Lavigne, Flo Rida, Christina Aguilera e Britney Spears.

## Desenvolvimento
Em 28 de Outubro de 2009, Adam via Twitter anunciou que seu primeiro single de seu álbum de estréia seria "For Your Entertainment", uma canção que foi produzida pelo Dr. Luke. No dia seguinte, Adam comunicou que o single estrearia no programa de Ryan Seacrest na rádio em 30 de Outubro de 2009.
A canção tornou-se disponível como um download legal nos Estados Unidos em 3 de Novembro de 2009 e 15 de Novembro de 2009 no Reino Unido.

## Apresentações

### American Music Awards
"For Your Entertainment" fez sua estreia ao vivo no American Music Awards em 22 de Novembro de 2009, no Nokia Theatre, em Los Angeles, Califórnia. Foi um desempenho de sadomasoquismo que atraiu 1.500 queixas à rede de transmissão que a mostrou: a American Broadcasting Company (ABC). Adam disse à revista Rolling Stone, "performances femininas vêm fazendo isso há anos - empurrando o envelope sobre a sexualidade - e alguns minutos se forem homens faz todos colocar a loucura para fora. Nós estamos em 2009 - é hora de assumir riscos, corajosos para abrir os olhos das pessoas. Meu objetivo não era irritar as pessoas, era para promover a liberdade de expressão e a liberdade artística". Em resposta ao sua apresentação, o Parents Television Council, um grupo de campanha conservadora de decência, exortou os espectadores a apresentar uma queixa à FCC, se tivessem visto a apresentação antes das 22 horas. A apresentação de Adam supostamente foi transmitida em torno das 23 horas no Oriente e no Pacífico ao mesmo tempo, "fora os seis países que proíbem a transmissão de material indecente às 22 horas". A ABC recebeu cerca de 1.500 ligações de queixas e anunciou que Adam não iria se apresentar no Good Morning America em 25 de Novembro, como previsto. A CBS posteriormente convidou Adam para realizar uma performance no The Early Show, na mesma data, em Nova York.

## Canção como promoção
A partir 22 de Dezembro, a FOX começou a utilizar "For Your Entertainment", como canção oficial destacando sua linha de Janeiro no seu próximo programa de televisão. E! Network em Fevereiro de 2010 foi ao ar com um comercial promovendo a sua linha de televisão com um remix de For Your Entertainment.

## Lista de faixas
Download digital
| N.º | Título                   | Compositor(es)         | Produtores(es) | Duração |  |
| 1.  | "For Your Entertainment" | Claude Kelly, Dr. Luke | Dr. Luke       | 3:35    |  |

## Videoclipe
O vídeo da música "For Your Entertainment" estreou no site oficial de Adam em 24 de Novembro de 2009. Foi dirigido por Ray Kay. O vídeo foi filmado em um único dia, domingo, 15 de Novembro no The Alexandria (um antigo hotel que agora é um prédio de apartamentos no centro de Los Angeles).

## Desempenho nas paradas musicais
"For Your Entertainment" estreou em #84 na Billboard Hot 100 em 28 de Novembro de 2009. Naquela mesma semana, a canção também estreou em #33 sobre a Canadian Hot 100. A canção já vendeu cerca de 220.000 downloads digitais.

### Posições
| Parada musical (2009)                           | Posição |
| ----------------------------------------------- | ------- |
| Canadá - Canadian Hot 100                       | 23      |
| Nova Zelândia - RIANZ                           | 10      |
| Estados Unidos - Billboard Hot 100              | 61      |
| Parada musical (2010)                           | Posição |
| Finlândia - Mitä hittiä                         | 5       |
| Japão - Japan Hot 100                           | 3       |
| Estados Unidos - Billboard Hot Dance Club Songs | 5       |

| País           | Certificador | Vendas  |
| -------------- | ------------ | ------- |
| Estados Unidos | RIAA         | 220,000 |

## Histórico de lançamento
| País           | Data                  | Versão                         |
| -------------- | --------------------- | ------------------------------ |
| Estados Unidos | 30 de Outubro de 2009 | Lançamento oficial             |
| Estados Unidos | 3 de Novembro de 2009 | Lançamento comercial           |
| Reino Unido    | 26 de Abril de 2010   | Lançamento oficial e comercial |